# Ediacarafauna

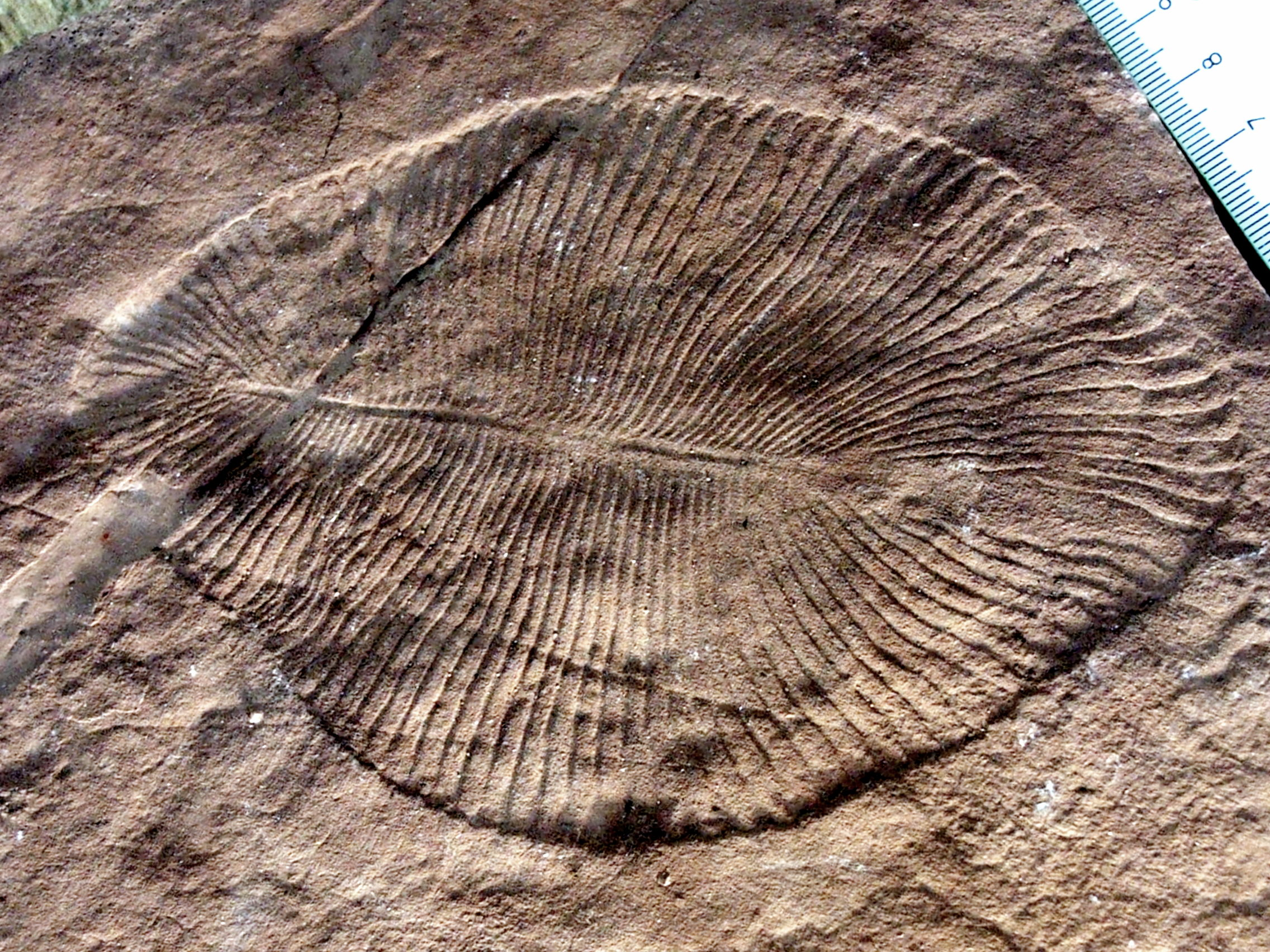
Dickinsonia costata, en ikonisk Ediacaranorganism

Ediacarafaunan är den fauna som levde under den geologiska tidsperioden ediacara. De har även kallats vendozoer eller vendobionter efter vendium, ett äldre namn på ediacaraperioden. Faunan utgörs av de äldsta kända flercelliga organismerna och finns bevarad som fossil i sandsten. De är uppkallade efter Ediacara Hills i södra Australien, där fossil efter prekambriska djur upptäcktes första gången 1946.
Den första beskrivningen av fossil från Edicarafaunan gjordes av Elkanah Billings 1872 från Fermeuseformationen på Avalonhalvön då bland annat Aspidella namngavs. En andra beskrivning gjordes i Namibia sextio år senare. Samlingen namngavs dock inte förrän efter en tredje upptäckt från Ediacaran Hills av Reginald Sprigg. Fossilsamlingarna rör marint liv som dök upp i Vendium, senaste prekambrium för 620 miljoner år sedan. De är därmed de äldsta flercelliga djur (metazoa) som kräver syre för att leva och växa. Faunan fortsatte leva ända till tiden runt kambriska explosionen. De var högst en halvmeter stora, antagligen orörliga organismer.
De troddes först vara maneter, märkliga maskar och ormbunksbladsliknande koraller. Vissa av ediacarafaunan liknar moderna former av djur som maneter, tagghudingar och ringmaskar, men deras närmare släktskap är okänd. Det har förekommit en omfattande debatt om och i så fall hur Ediacarafaunan är relaterad till senare livsformer. En del forskare anser att faunan är anfadern till moderna djur, medan en del experter anser att djurgruppen står utanför det moderna djurriket och har dött ut, kanske genom ett massutdöende vid gränsen mellan Ediacara och Kambrium.

## Förändringar i livsbetingelser
I övergången mellan ediacara och kambrium skedde en förändring i bottenlevande djurs livsmönster. Under ediacara fanns mycket få livsformer som grävde djupt i bottensedimentet de flesta begränsade sig till att leva på, i eller strax under den tunna mikrobiologiska matta som täckte stora delar av havsbotten i deras livsmiljöer. Under kambrium var det betydligt vanligare att djuren grävde sig ner på djupet i bottensedimentet vilket kan bero på förändringar i födotillgången eller behovet av att gömma sig för predatorer.
Mot slutet av ediacara försvann flertalet av de livsformer som utvecklats under denna period. Orsakerna till detta är inte kända men det har framförts att bl.a. delningen av superkontinenten Pannotia, förändringar i havsnivån eller tillgången till syre och näringsämnen kan ha haft en avgörande betydelse. Konkurrensen om födokällor från nya och jämförelsevis mer lättrörliga livsformer kan ha blivit för hård.

## Fyndplatser av fossil
Före upptäckten troddes det att djuren antingen inte utvecklats under prekambrium, eller att de inte kunde fossiliserats då de saknade hårda skelett- eller skaldelar. Efter upptäckten i Australien har upptäckter av andra prekambriska organismer gjorts på mer än 30 platser över världen. Det finns fynd från alla världsdelar, utom Antarktis. De bästa upptäcktsplatserna för djuren är Namibia, Newfoundland och MacKenziebergen i Kanada, Vitahavskusten i Ryssland och Flindersbergen i Australien

## Geologi
Det kan tyckas vara märkligt att fossila spår av livsformer från denna tidpunkt i dag återfinns på platser med stor spridning och långa avstånd mellan sig. Men i själva verket låg dessa platser ursprungligen mycket närmare varandra, samlade i en superkontinent kallad Pannotia på jordklotets sydpol. Dagens fyndplatser har med hjälp av kontinentaldriften flyttat sig åtskilliga gånger från sina dåtida positioner.

## Livsformer under Ediacara
- Arkarua
- Charnia
- Charniodiscus
- Cloudinid
- Cyclomedusa
- Dickinsonia
- Ernietta
- Kimberella
- Parvancorina
- Skania
- Spriggina
- Tribrachidium
- Yorgia